# ألديران
ألديران هو كان كوكب خيالي ظهر في سلسلة أفلام حرب النجوم، كان الكوكب موطن الأميرة ليا، دُمر الكوكب من قبل ليزر نجم الموت.